# McJob
McJob (pol. McPraca) – potoczne określenie niskopłatnej pracy niewymagającej dużych umiejętności, bez szans na awans (według Merriam-Webster’s Collegiate Dictionary z 2003). Termin pochodzi od McDonald’s, nazwy amerykańskiej sieci barów typu fast food, działającej na całym świecie i zatrudniającej w 31 tys. barów około pół miliona osób. Dodatkowe cechy charakterystyczne dla McPracy to wysoka fluktuacja pracowników, duża kontrola sprawowana przez kierowników oraz brak perspektyw zawodowych.
Termin „McPraca” został ukuty przez amerykańskiego socjologa Amitaia Etzioniego i użyty w artykule McPraca jest zła dla młodych ludzi (McJobs Are Bad for Kids) opublikowanym 24 sierpnia 1986 roku w dzienniku „The Washington Post”. Słowo to pojawiło się po raz pierwszy w słownikach w 1986, w Oxford English Dictionary. Spopularyzował je kanadyjski pisarz Douglas Coupland w swojej książce Generation X: Tales for an Accelerated Culture (1991). Również Naomi Klein, kanadyjska pisarka i dziennikarka, użyła tego terminu w książce No logo (1999), w rozdziale poświęconym kłopotom ze stałością zatrudnienia – No Jobs.
Przedstawiciele firmy McDonald’s od ponad dwóch dekad walczą o zmianę definicji słowa, które w oczywisty sposób kojarzy się z ich firmą.